# Álex Martínez
Alejandro "Álex" Martínez Sánchez (Sevilha, 12 de agosto de 1990) é um futebolista profissional espanhol que atua como defensor.

## Carreira
Álex Martínez começou a carreira no Betis.